# プラダー尺度
プラダー尺度（プラダーしゃくど、英: Prader scale）は、人体の性器の男性化の程度の概要を測定する評価システムであり、キグレイ尺度に類似している。主に先天性副腎過形成（CAH）の症例における女性性器の男性化に関するもので、5つの異なる段階を識別するが、最近では、性器の分化の範囲を表現するために使用される。「正常」な乳幼児像をスケールの両端に示し、左側が女性（0）、右側が男性（6）である。アンドレア・プラダー（Andrea Prader）にちなんで命名された。

## 診断
- ステージ0：正常な外陰部を有すると考えられる[4]。
- ステージ1：外陰部の陰核がやや大きく（陰核肥大）、膣口がわずかに小さい。この程度は気付かれないか、正常の範囲内と捉えられ得る[4]。
- ステージ2：性器は明らかに異常で、陰茎の大きさは中程度で、膣口は小さく、尿道口は独立している[4]。後陰唇癒合がみられる。
- ステージ3：陰茎はステージ2より大きく、尿生殖洞（英語版）は1つで[4]、陰唇はほぼ完全に癒合している。
- ステージ4：女児的というより男児的である。陰嚢の内容物は無く、陰茎は正常男児と同程度の大きさであるが、会陰から臍に向かって腹部へ引き寄せられるほどの自由度はない（男児では尿道索と見做される）。陰茎の基部または陰茎軸に小さな尿道口/膣口が1つある場合、男児では尿道下裂と見做される。この開口部に造影剤を注入してX線撮影すると、膣上部と子宮が内部で繋がっていることが判る。この開口部は、尿閉や感染を起こしやすい[要出典]。
- ステージ5：完全な男性化であり、陰茎は正常に形成され、尿道口は先端かその近くにある。陰嚢は正常に形成されるが空である。骨盤内臓器として正常な卵巣と子宮があり、膣はステージ4と同様に尿道と内部で繋がっている。このような患児の性器には目に見える曖昧さはなく、通常、潜在精巣のある普通の男児であると考えられる。殆どの場合、1週間後に低カリウム血症の徴候が現れるまで、先天性副腎過形成とは疑われない。
- ステージ6：陰茎と陰嚢は正常で、尿道下裂はみられず、精巣も正常である[5][6][7]。

## 論争
この尺度は「異常な」性器の等級付けシステムとして定義されているが、非典型的な性器が異常であるという概念には異論がある。スイスの生物医学倫理諮問センターによる意見書では、「稀ではない」性規範からの変異は、病理学的なものでも、医学的治療を必要とするものでもないかもしれないと勧告している。同様に、非自発的不妊手術に関するオーストラリア上院委員会の報告書では、「特に女性の『適切な』または『正常な』性器に関する研究は、医師の専門性や性別に影響される嗜好など、幾つかの不穏な問題を提起している」と判断されている。

## 関連概念
オーキドメーター、キグレイ尺度、ファロメーターなど、性器を「正常」な男性または女性、または「異常」と定義するための多数の臨床スケールと測定システムが存在する。